# ذي جبرة (حبيش)

تعديل مصدري - تعديل

ذي جبرة هي إحدى قرى عزلة جبل خضراء بمديرية حبيش التابعة لمحافظة إب، بلغ تعداد سكانها 953 نسمة حسب تعداد اليمن لعام 2004.